# 魁北克老城缆车

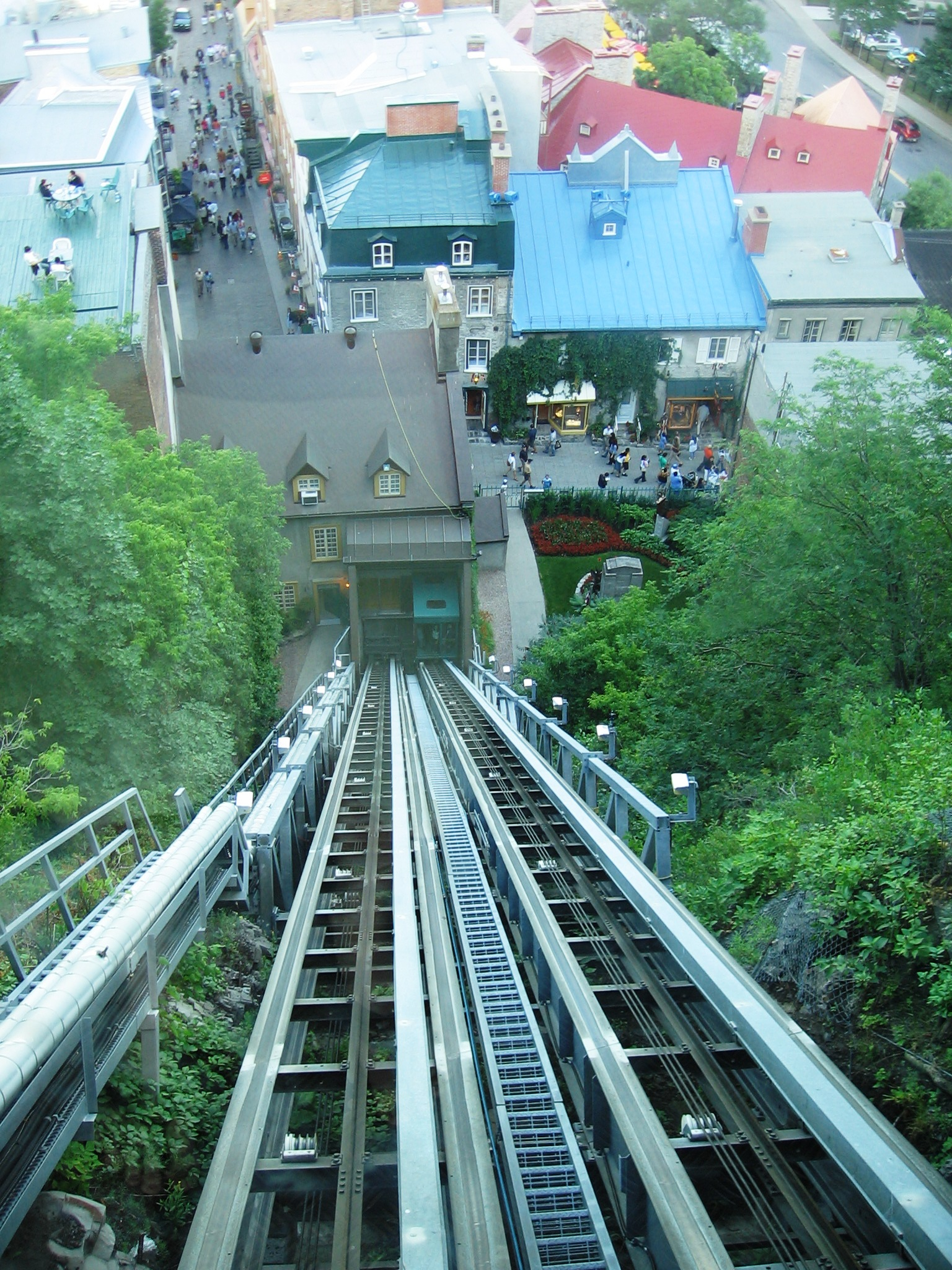

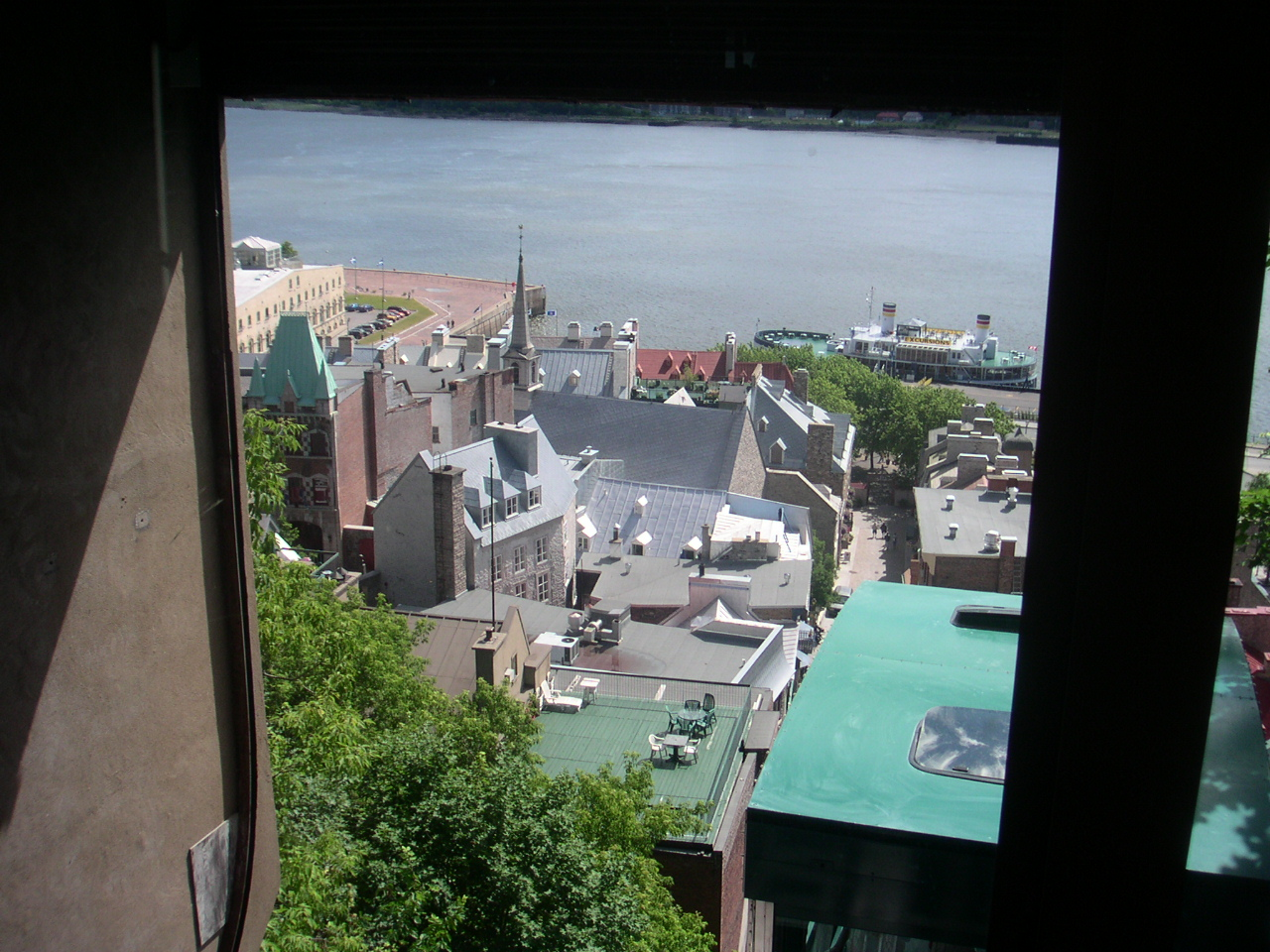

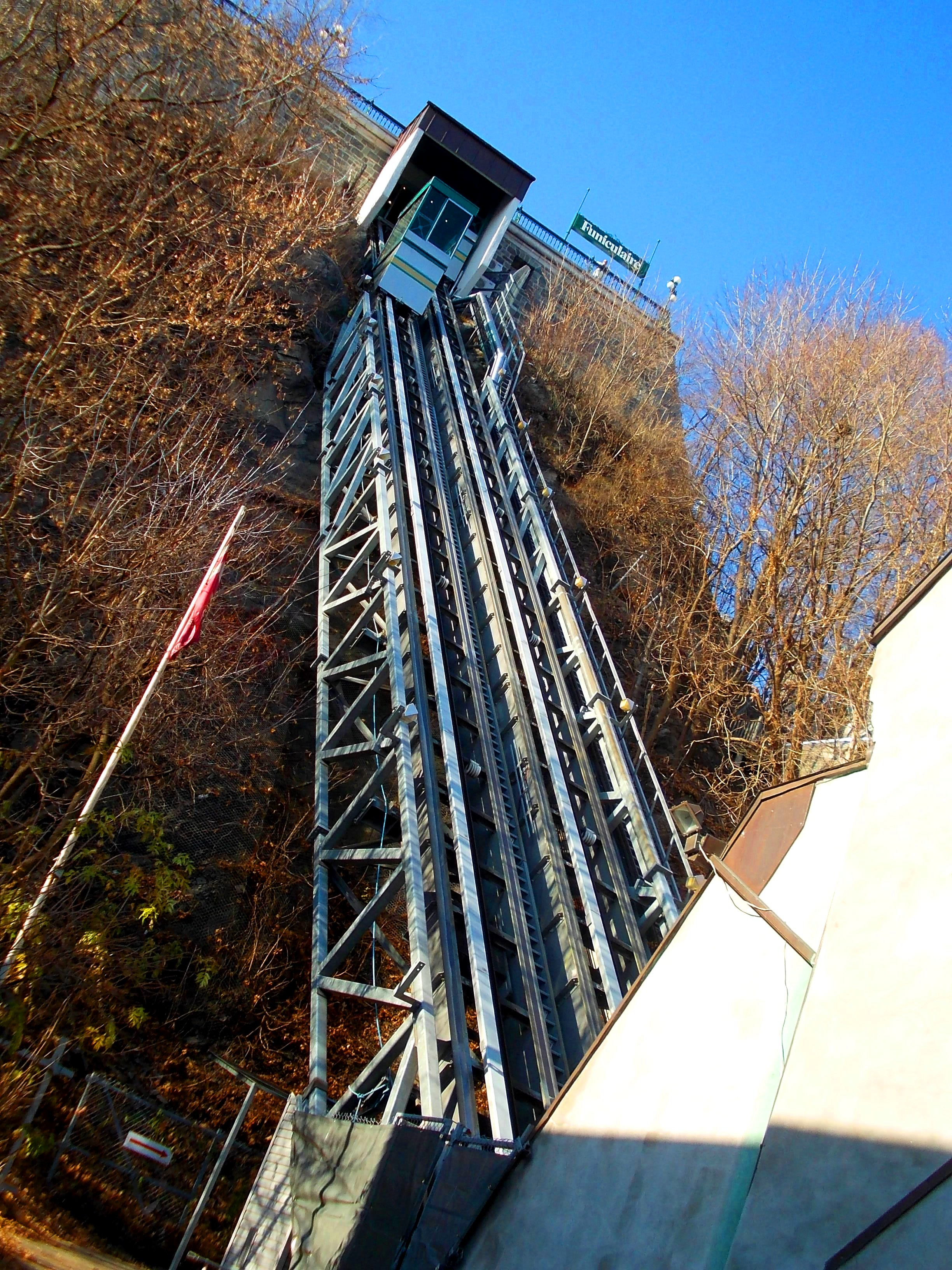

46°48′45″N 71°12′14″W / 46.812545°N 71.203959°W
魁北克老城缆车（法語：Funiculaire du Vieux-Québec）是加拿大魁北克市的一部斜行电梯，连接魁北克老城的上城和下城，包括胜利之后堂、小尚普兰街和文明博物馆等景点。电梯导轨全长64米，倾斜角度45度。
魁北克老城缆车原为往复式地面缆车，开通于1879年11月17日，1907年改为电力牵引。1945年7月2日，一场大火烧毁了建筑，在1946年完成重建。此后在1978年和1998年分别进行过大修。2004年庆祝魁北克老城缆车开通125年。 
1996年10月，缆车发生伤亡事故。由于这起事故，缆车被关闭，直到1998年改造为斜行电梯后才重新开放。
电梯的技术参数如下：
- 长度：64（210英尺）
- 高：59（194英尺）
- 牵引：电力